# Fardeen Khan

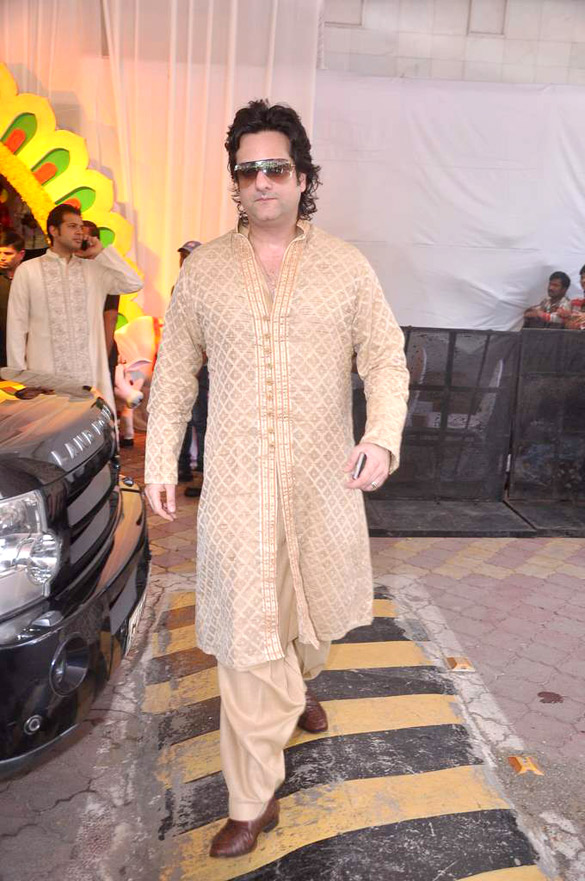
Fardeen Khan, 2012

Fardeen Khan (Hindi फ़र्दीन ख़ान Fardīn Khān; Urdu فردین خان; * 8. März 1974 in Bombay, Maharashtra) ist ein indischer Schauspieler.

## Leben
Fardeen Khan entstammt einer Filmfamilie: sein Vater ist der Schauspieler und Regisseur Feroz Khan, sein Onkel ist der Schauspieler Sanjay Khan, sein Cousin ist Zayed Khan und Suzanne Khan ist seine Cousine, die wiederum mit Hrithik Roshan verheiratet ist.
Für seine Rolle in seinem Debütfilm Prem Aggan (1998) wurde er mit dem Filmfare Award für das beste Debüt ausgezeichnet.

## Filmografie
- 1998: Prem Aggan
- 2000: Jungle
- 2001: Hum Ho Gaye Aapke
- 2001: Love Ke Liye Kuch Bhi Karega
- 2001: Pyar Tune Kya Kiya
- 2002: Kitne Door Kitne Paas
- 2002: Kuch Tum Kaho Kuch Hum Kahe
- 2002: Om Jai Jagdish
- 2003: Bhoot
- 2003: Janasheen
- 2003: Khushi bedeutet Glück! (Khushi)
- 2004: Dev
- 2004: Fida
- 2005: No Entry – Seitensprung verboten! (No Entry)
- 2005: Ek Khiladi Ek Haseena
- 2005: Shaadi No. 1
- 2006: Honeymoon
- 2006: Kurbani
- 2006: Pyare Mohan
- 2007: Darling
- 2007: Heyy Babyy
- 2009: Life Partner
- 2009: All the best
- 2010: Sag Ja zur Liebe – Dulha Mil Gaya (Dulha Mil Gaya)
- 2022: Heeramandi: The Diamond Bazaar